# Bandera Villa de Bilbao
La Bandera Villa de Bilbao es una competición anual de remo, concretamente de traineras, que tiene lugar en Bilbao.

## Palmarés
| Edición | Año  | Campeón        | Segundo        | Tercero              |
| ------- | ---- | -------------- | -------------- | -------------------- |
| I       | 1978 | San Juan       | Kaiku          | Santurce             |
| II      | 1979 | Santurce       | Kaiku          | Lasarte              |
| III     | 1980 | Kaiku          | Santurce       | Zumaya               |
| IV      | 1981 | Zumaya         | Kaiku          | Castro               |
| V       | 1982 | Kaiku          | Santurce       | Zumaya               |
| VI      | 1983 | Orio           | Kaiku          | Zumaya               |
| VII     | 1984 | Zumaya         | Orio           | Algorta              |
| VIII    | 1985 | Zumaya         | Santurce       | Orio                 |
| IX      | 1986 | Zumaya         | San Juan       | Kaiku                |
| X       | 1987 | Zumaya         | San Pedro      | Orio                 |
| XI      | 1988 | San Juan       | Zumaya         | Santurce             |
| XII     | 1989 | San Juan       | Zumaya         | Santurce             |
| XIII    | 1990 | San Juan       | Zumaya         | C. Santander         |
| XIV     | 1991 | Orio           | San Juan       | Kaiku                |
| XV      | 1992 | Orio           | Arraun Lagunak | Koxtape              |
| XVI     | 1993 | Orio           | Donibaneko     | Kaiku                |
| XVII    | 1994 | Orio           | Santurce       | Arraun Lagunak       |
| XVIII   | 1995 | Orio           | Santurce       | Donibaneko           |
| XIX     | 1996 | Donibaneko     | Kaiku          | Perillo              |
| XX      | 1997 | San Pedro      | Orio           | Ondárroa             |
| XXI     | 1998 | San Pedro      | Fuenterrabía   | Getxo                |
| XXII    | 1999 | Isuntza        | Urdaibai       | Santurce             |
| XXIII   | 2000 | C. Santander   | Isuntza        | Arkote               |
| XXIV    | 2001 | Ondárroa       | Santurce       | C. Santander         |
| XXV     | 2002 | Urdaibai       | Santurce       | Isuntza              |
| XXVI    | 2003 | Santiagotarrak | Luchana        | C. Santander         |
| XXVII   | 2004 | Arkote         | Getaria        | C. Santander         |
| XXVIII  | 2005 | Santurce       | Pontejos       | Portugalete          |
| XXIX    | 2006 | Kaiku          | Luchana        | Ur-Kirolak           |
| XXX     | 2007 | Busturialdea   | Castro         | Portugalete          |
| XXXI    | 2008 | Astillero      | Orio B         | Colindres            |
| XXXII   | 2009 | Deusto         | Trinxerpe      | Zumaya B             |
| XXXIII  | 2010 | Santurce       | Isuntza        | Ciérvana             |
| XXXIV   | 2011 | Portugalete    | Donostiarra    | Ciérvana             |
| XXXV    | 2012 | Orio           | Guetaria       | Donostiarra          |
| XXXVI   | 2013 | Deusto         | Fuenterrabía B | San Pedro B          |
| XXXVII  | 2014 | Deusto         | Zarauz         | Fuenterrabía B       |
| XXXVIII | 2015 | Donostiarra    | Deusto         | Zumaya               |
| XXXIX   | 2016 | Ondárroa       | Donostiarra    | Lekittarra (Isuntza) |
| XXXX    | 2017 | Donostiarra    | Santurce       | Zumaya               |
| XXXXI   | 2018 | Deusto         | Astillero      | Lekittarra (Isuntza) |